# Egidio Arévalo Ríos
Artikeln följer den spanska namnseden; faderns efternamn är Arévalo och moderns efternamn Ríos.
Egidio Raúl Arévalo Ríos, född 1 januari 1982 i Paysandú, är en uruguayansk fotbollsspelare som spelar för den argentinska klubben Racing Club. Han spelade för Uruguays landslag i världsmästerskapet i fotboll 2010 i Sydafrika och 2014 i Brasilien. Han har tidigare spelat i bland annat den uruguayanska klubben CA Peñarol.

## Klubbkarriär
Arévalo Ríos, känd under smeknamnet El Cacha eller El pequeño gigante (den lille giganten), är en spelarprodukt från Paysandú Bella Vistas ungdomsakademi. Han kom att spela seniorfotboll i Sydamerika från 1999 till 2012, då hans första europeiska kontrakt skrev den 23 juli 2012 med den italienska klubben Palermo.
Den 9 augusti 2012 blev Arévalo Ríos utlånad till amerikanska MLS-laget Chicago Fire.
Under december 2013, blev han uppköpt av den mexikanska klubben Tigres UANL, och blev direkt utlånad till Monarcas Morelia i sex månader.

## Landslagskarriär
| Uruguay | Uruguay | Uruguay |
| År      | SM      | GM      |
| ------- | ------- | ------- |
| 2006    | 1       | 0       |
| 2007    | 3       | 0       |
| 2010    | 11      | 0       |
| 2011    | 15      | 0       |
| 2012    | 9       | 0       |
| 2013    | 13      | 0       |
| 2014    | 13      | 0       |
| 2015    | 10      | 0       |
| Totalt  | 75      | 0       |

Arévalo Ríos spelade 7 matcher under världsmästerskapet i fotboll 2010, där laget placerade sig på fjärdeplats.
I juli 2011, deltog han i laget som vann Copa América 2011 i Argentina.
Arévalo Ríos var en av de tre seniorer som förbundskaptenen Óscar Tabárez lät delta i olympiska sommarspelen 2012 i London. Han fick förtroendet att vara lagets lagkapten.